# NGC 2754
NGC 2754 је лентикуларна галаксија у сазвежђу Хидра која се налази на NGC листи објеката дубоког неба.
Деклинација објекта је - 19° 5' 5" а ректасцензија 9h 5m 11,2s. Привидна величина (магнитуда) објекта NGC 2754 износи 14,3 а фотографска магнитуда 15,3. NGC 2754 је још познат и под ознакама ESO 564-16, NPM1G -18.0294, PGC 25504.